# Lista över albumettor på Gaon Chart 2013
Detta är en lista över albumettor på Gaon Chart under år 2013. Gaon Chart är sammanställningen av försäljningen av musik i Sydkorea och drivs av Korea Music Content Industry Association (KMCIA). Album Chart publiceras varje vecka och visar listan över de mest sålda albumen i landet genom fysisk försäljning. Album Chart, som inkluderar studioalbum, EP-skivor och singelalbum, är en sammanställning av data försedd av landets största musikförsäljare och distributörer.

## Vecka

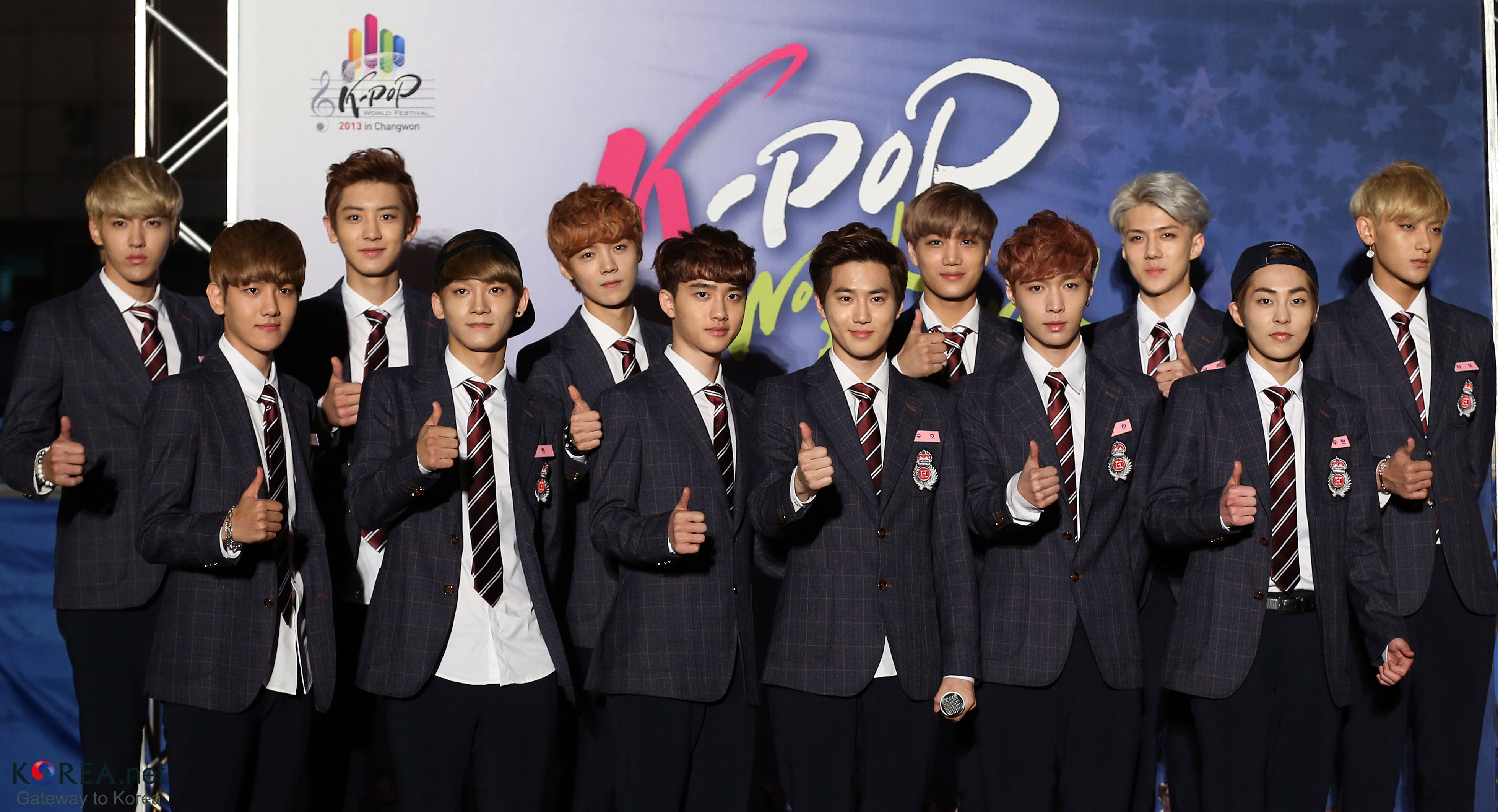
EXO låg etta på listan i sju veckor med två olika albumsläpp under året. XOXO och dess nyutgåvor låg etta på listan i fem veckor.

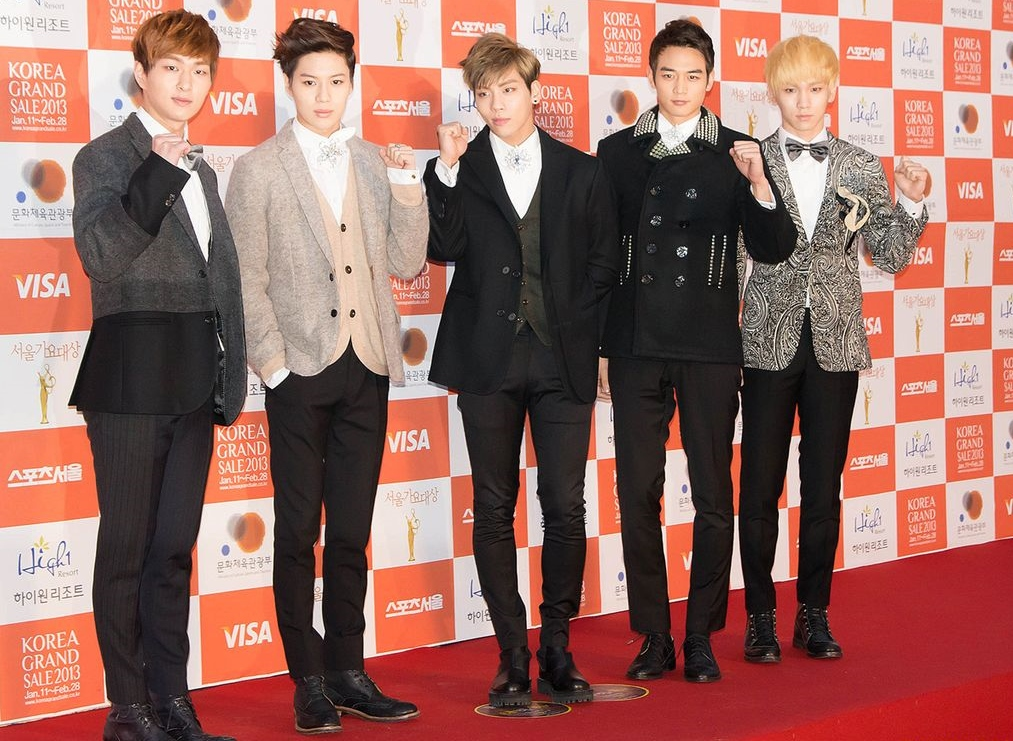
SHINee låg etta på listan i sex veckor med tre olika albumsläpp under året.

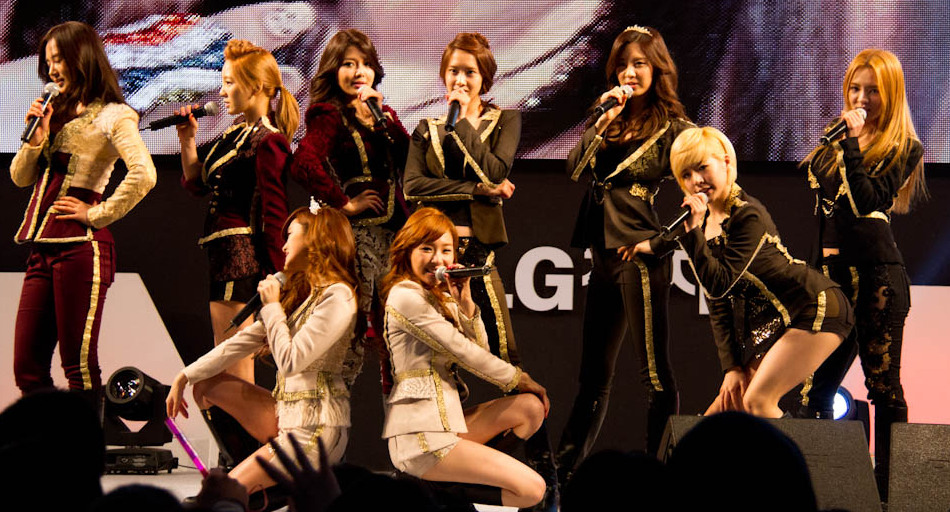
Girls' Generation låg etta på listan i fyra veckor med två olika albumsläpp under året.

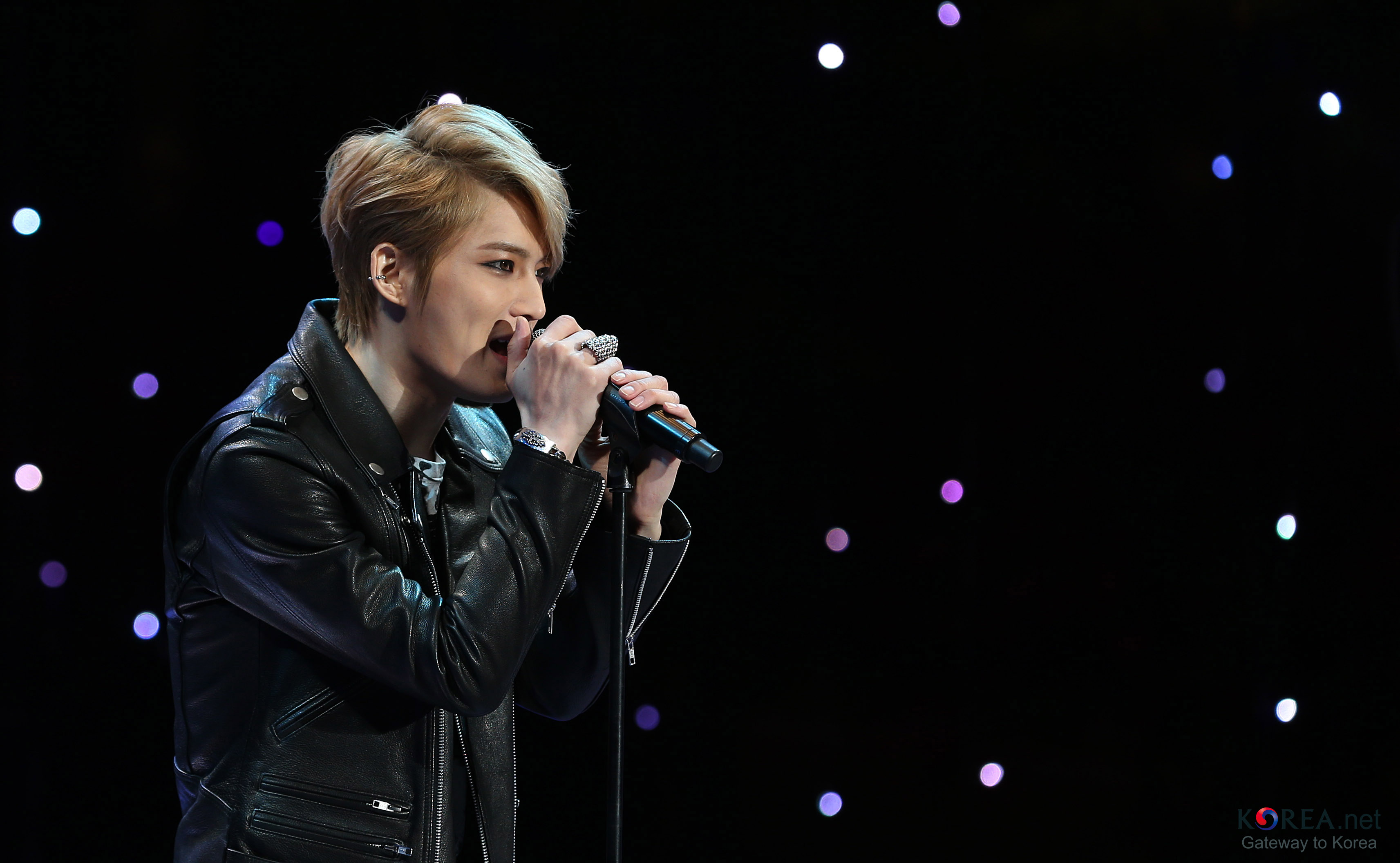
Jaejoong låg etta på listan i fyra veckor med tre olika albumsläpp under året.

| Datum  | Artist              | Albumtitel                                 |
| ------ | ------------------- | ------------------------------------------ |
| 29 dec | (Flera artister)    | Les Misérables OST                         |
| 5 jan  | Girls' Generation   | I Got a Boy                                |
| 12 jan | Girls' Generation   | I Got a Boy                                |
| 19 jan | Jaejoong            | I                                          |
| 26 jan | Girls' Generation   | I Got a Boy                                |
| 2 feb  | CNBLUE              | Re:Blue                                    |
| 9 feb  | CNBLUE              | Re:Blue                                    |
| 16 feb | Super Junior-K.R.Y. | Promise You                                |
| 23 feb | SHINee              | Dream Girl – The Misconceptions of You     |
| 2 mar  | Jaejoong            | Y                                          |
| 9 mar  | SHINee              | Dream Girl – The Misconceptions of You     |
| 16 mar | Heo Young-saeng     | Life                                       |
| 23 mar | SHINee              | Dream Girl – The Misconceptions of You     |
| 30 mar | Infinite            | New Challenge                              |
| 6 apr  | Infinite            | New Challenge                              |
| 13 apr | Girls' Generation   | 2011 Girls' Generation Tour                |
| 20 apr | C-Clown             | Shaking Heart                              |
| 27 apr | Cho Yong-pil        | Hello                                      |
| 4 maj  | SHINee              | Why So Serious? – The Misconceptions of Me |
| 11 maj | B1A4                | What's Going On?                           |
| 18 maj | 2PM                 | Grown                                      |
| 25 maj | 2PM                 | Grown                                      |
| 1 jun  | Big Bang            | Alive GALAXY Tour 2013: The Final in Seoul |
| 8 jun  | EXO                 | XOXO                                       |
| 15 jun | MBLAQ               | Sexy Beat                                  |
| 22 jun | EXO                 | XOXO                                       |
| 29 jun | 2PM                 | Grown                                      |
| 6 jul  | John Park           | Inner Child                                |
| 13 jul | My Name             | 1st Mini Album                             |
| 20 jul | Infinite            | Destiny                                    |
| 27 jul | Beast               | Hard to Love, How to Love                  |
| 3 aug  | f(x)                | Pink Tape                                  |
| 10 aug | EXO                 | XOXO                                       |
| 17 aug | EXO                 | XOXO                                       |
| 24 aug | Seungri             | Let's Talk About Love                      |
| 31 aug | Seungri             | Let's Talk About Love                      |
| 7 sep  | Kara                | Full Bloom                                 |
| 14 sep | G-Dragon            | Coup d'Etat                                |
| 21 sep | Teen Top            | Teen Top Class                             |
| 28 sep | Busker Busker       | Busker Busker 2nd Album                    |
| 5 okt  | Block B             | Very Good                                  |
| 12 okt | IU                  | Modern Times                               |
| 19 okt | SHINee              | Everybody                                  |
| 26 okt | SHINee              | Everybody                                  |
| 2 nov  | Jaejoong            | WWW                                        |
| 9 nov  | Jaejoong            | WWW                                        |
| 16 nov | Teen Top            | Teen Top Class Addition                    |
| 23 nov | F.T. Island         | The Mood                                   |
| 30 nov | VIXX                | Voodoo                                     |
| 7 dec  | EXO                 | XOXO                                       |
| 14 dec | EXO                 | Miracles in December                       |
| 21 dec | EXO                 | Miracles in December                       |

## Månad
| Månad | Artist            | Albumtitel                                 |
| ----- | ----------------- | ------------------------------------------ |
| Jan   | Girls' Generation | I Got a Boy                                |
| Feb   | SHINee            | Dream Girl – The Misconceptions of You     |
| Mar   | Infinite          | New Challenge                              |
| Apr   | SHINee            | Why So Serious? – The Misconceptions of Me |
| Maj   | Cho Yong-pil      | Hello                                      |
| Jun   | EXO               | XOXO                                       |
| Jul   | Infinite          | Destiny                                    |
| Aug   | EXO               | Growl                                      |
| Sep   | G-Dragon          | Coup d'Etat                                |
| Okt   | SHINee            | Everybody                                  |
| Nov   | VIXX              | Voodoo                                     |
| Dec   | EXO               | Miracles in December                       |